# Perisyntrocha
Perisyntrocha là một chi bướm đêm thuộc họ Crambidae.

## Các loài
- Perisyntrocha alienalis
- Perisyntrocha anialis
- Perisyntrocha ossealis
- Perisyntrocha suffusa

Các loài trước đây
- Perisyntrocha affinis
- Perisyntrocha circumdatalis
- Perisyntrocha cuneolalis
- Perisyntrocha flavalis
- Perisyntrocha picata